# Альцеста (опера)

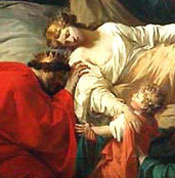
П'єр Пейрон «Смерть Алкести» (1785)

«Альцеста» (грец. Άλκηστις, італ. Alceste, угор. Alkésztisz) — лірична опера на три дії австрійського композитора Крістофа-Віллібальда Глюка (нім. Christoph Willibald Ritter von Gluck). Лібрето італійською мовою написав Раньєрі де' Кальцабіджі (італ. Ranieri de' Calzabigi) за однойменною трагедією Еврипіда. Уперше була поставлена в Бурґтеатрі (нім. Burgtheater) у Відні 26 грудня 1767 року, (Wq. 37). Пізніше Глюк створив французький варіант опери на лібрето Франсуа ле Бляна Дю Рулле (фр. François-Louis Gand Le Bland Du Roullet), прем'єра якої відбулася у Парижі 23 квітня 1776, (Wq. 44).
Дві версії опери Альцеста, італійська і французька, дуже відрізняються одна від одної дійовими особами, сценами, текстами й музикою. Паризька версія вважається важливішою від італійської версії і якраз французька версія, часто перекладалася на німецьку, італійську або англійську мови. Ці вистави успішно ставилися як у XIX, так і XX століттях на головних оперних сценах світу. Опера триває більше ніж дві години.

## Дійові особи
Французький варіант (1776)
- Альцеста (Alceste), цариця Фессалії (сопрано)
- Адмет (Admète), цар Фессалії (тенор)
- Аполлон (Apollon), (баритон)
- Евандер (Evandre), придворний Адмета (тенор)
- Геракл (Hercule), (бас)
- Герольд (Herald), (бас)
- Танат (Thanatos), бог Смерті (бас)
- Верховний жрець Аполлона (бас)
- Евмеліо, царський син (сопрано)
- Аспазія, царська дочка (сопрано)
- Ісмена (Ismene), прислужник Альцести (сопрано)
- Оракул (Oracolo), (бас)

Прибічники Адмета, жерці храму Аполлона, народ, боги і демони підземного царства (хор).

## Сюжет опери
Дія відбувається у Фессалії, в стародавні, архаїчні часи.

### Дія І
На центральній площі в столиці Фессалії, місті Фер, збирається натовп. Городянам стало відомо, що їх доброму і справедливому правителеві, цареві Адметові, жити залишилося дуже мало. Адже він хворий на невиліковну хворобу! Герольд повідомляє цю новину присутнім. Евандер закликає всіх щоб молитися до оракула у храмі Аполлона. Разом з натовпом у храм Аполлона заходить цариця Альцеста, щоб там жертвами і молитвами схилити богів до милосердя.
У храмі куряться пахощі, складають жертви Аполлонові. Альцеста схилила коліна перед вівтарем і разом з верховним жерцем благає бога з золотими кучерями допомогти їй. Аполлон почув благання Альцести, вівтар його засвічується, і оракул ухвалює вирок: «Життя Адметові буде збережено, якщо хто-небудь із смертних добровільно погодиться зійти замість нього в царство мертвих». Це викликає великий переляк і народ мовчить. Марно сподівається Альцеста, що знайдеться сміливець, готовий віддати своє життя за царя. Тоді вона вирішує: «Життя без коханого ображає саме життя». Вона готова померти, щоб врятувати чоловіка. «Твоя жертва прийнята богами!» — проголошує верховний жрець.

### Дія ІІ
У густому лісі богів пекла, Ісмена розпитує Альцесту, чому вона хоче покинути чоловіка та дітей і Альцеста розповідає йому про свої наміри. У палаці Адмета пишно святкують його одужання. Цар дякує придворному лікареві. Проте його наближений, Евандер попереджає його — згідно з волею богів жити він буде лише в тому випадку, якщо за нього помре хтось інший. Адмет одужує на радість усієї Фессалії, отже, хтось пожертвував собою заради короля. У залу в глибокій скорботі входить Альцеста. Їй важко розлучатися з улюбленими дітьми, але вона повинна виконати свій обов'язок! Адмет випитує у неї, яка причина її печалі, і цариця признається йому: вона віддасть своє життя, щоб врятувати дорогого для неї чоловіка. Альцеста прощається з дітьми. Адмет приголомшений, він не спроможний прийняти таку жертву. Але вирок богів уже оголошений, Альцеста повинна померти. Тоді цар вирішує піти разом з нею у світ тіней, похмуре підземне царство Аїда.

### Дія ІІІ
Народ збирається на головній площі Фера. Боги невблаганні. Люди оплакують трагічну долю Адмета і його вірної дружини, Альцести.
Біля входу в Підземне царство завмерла зі страху Альцеста. Адмет пробує відрадити її, але вона жертвує собою для любові. Як же жорстоко з боку безсмертних богів позбавляти її життя у розквіті краси і молодості! Десь поруч дзюрчить струмок у царстві Аїда, закликає її увійти. Пора! Але тут раптово лунає хор тіней з похмурого Аїду: «Почекай ще трохи. Не поспішай. Дочекайся ночі!». З'являється Адмет. Він готовий піти за коханою Альцестою навіть у скорботне Царство мертвих. Але з мороку виступає бог смерті Танат. Він оголошує, що присуд богів лягає тільки на Альцесту і забирає її з собою. Адметові ж подароване життя, він повинен поважати волю безсмертних і повернутися. Альцеста прощається з чоловіком і йде в Підземелля.
В міських воротах з'являється великий герой Греції, Геракл, близький друг Адмета. Вже давно він обіцяв відвідати Фессалію і погостювати у царя і його прекрасної дружини. Дізнавшись про страшну долю, присуджену богами його друзям, Геракл присягається захистити їх від злої Долі і обіцяє перемогти смерть. Геракл спускається в Аїд. У жорстокій і страшній сутичці з Танатом він перемагає і повертає Альцесту до життя, хоч зараз Альцеста виглядає майже божевільною.
Небеса відкриваються, спускається Аполлон і проголошує, що боги надали Альцесті та Адметові можливість жити як нагороду за їх вірну любов. Він благословляє їх шлюб на довгі роки у світі, у якому, здається, нема смерті. Опера закінчується радісним хором.